# Hintermauerstein
Hintermauerstein ist der umgangssprachliche Begriff für Mauersteine, die im tragenden Mauerwerk eingesetzt werden. Üblicherweise wird das Hintermauerwerk mit Putz, Beplankung, WDVS bekleidet und ist daher im fertigen Zustand nicht sichtbar.
An die Optik dieser Steine werden keine besonderen Anforderungen gestellt. Das Hintermauerwerk ist die Tragschale und muss daher insbesondere die Standsicherheit, aber auch Brandschutz und Schallschutz gewährleisten.
Hintermauersteine können im Innenbereich sichtbar belassen bleiben oder deckend gestrichen werden, wenn nur geringe Anforderungen an Optik und Gestaltung gestellt sind. Diese preisgünstige Ausführungsart findet sich insbesondere bei Nutzkellern oder untergeordneten Räumen. Optische Beeinträchtigungen, wie z. B. Kantenabplatzungen oder Farbunterschiede werden hierbei hingenommen.
Bei höheren Anforderungen ist der Einsatz von Verblendern zu empfehlen.